# 백악관 로즈 가든

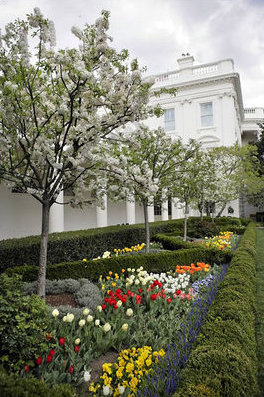
2020년 개보수 이전의 로즈 가든 배경에는 벤저민 헨리 라트로브와 토머스 제퍼슨이 설계한 웨스트 콜로네이드가 보인다.

백악관 로즈 가든(영어: White House Rose Garden)은 미국 워싱턴 D.C.의 백악관 오벌 오피스와 웨스트 윙에 인접한 정원이다. 이 지역은 길이가 약 125피트, 폭이 60피트(약 38 m x 18 m, 약 684 m2)이다. 백악관 단지 동쪽에 있는 재클린 케네디 가든과 균형을 이루며 사우스 론에 인접해 있다. 백악관과의 근접성 때문에 리셉션 및 미디어 행사의 장으로 자주 사용된다.

## 설계 및 원예

1908년경 시어도어 루스벨트 시대의 서쪽 식민지 정원

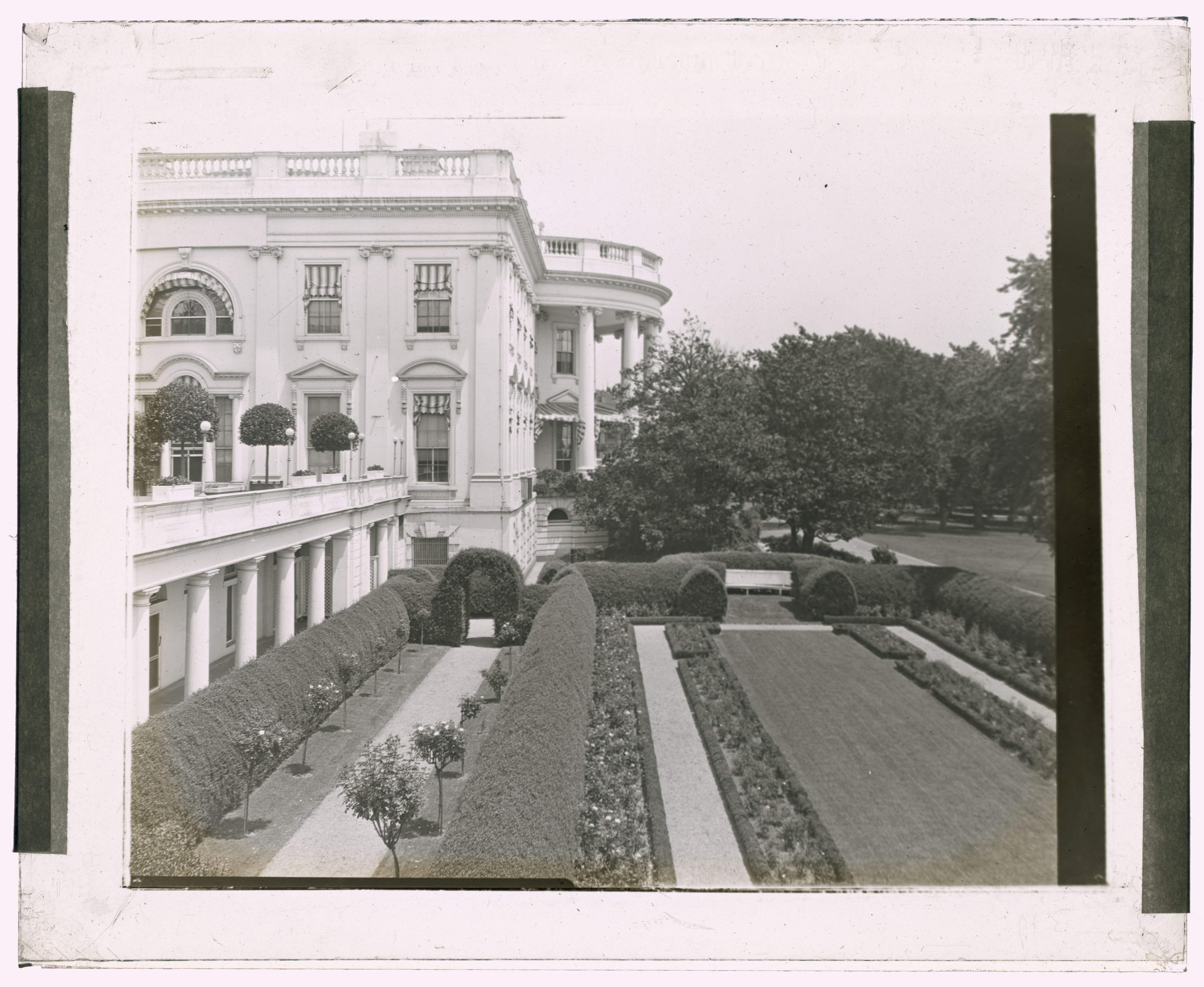
옛 서쪽 식민지 정원을 대체한 1921년 남서부 로즈 가든 이미지

### 역사
1902년 이전에는 현재의 오벌 오피스, 캐비닛룸, 로즈 가든 구역에 말과 마차를 수용하는 광대한 마구간이 있었다. 이 지역에는 또한 온실 장미관도 있었다. 1902년 시어도어 루스벨트의 백악관 개보수 기간 동안, 영부인 이디스 루스벨트는 온실 대신 "적절한 식민지 정원"을 조성했다.
백악관 로즈 가든은 1913년에 우드로 윌슨의 부인인 엘렌 악손 윌슨이 조성했으며, 조경가 조지 버냅이 설계했다. 1935년 프랭클린 D. 루스벨트 미국 대통령은 프레데릭 로 옴스테드 주니어에게 정원 재설계를 의뢰했고, 그는 주철 가구를 설치했다.

### 1961년 개보수
1961년, 존 F. 케네디 행정부 시기에 정원은 레이첼 램버트 멜론에 의해 이스트 가든의 광범위한 보수 작업과 동시에 대대적으로 재설계되었다. 멜론은 더 뚜렷한 중앙 잔디밭을 가진 공간을 만들었는데, 그 꽃밭은 프랑스식 정원 양식으로 심어졌지만 주로 미국 식물 표본을 사용했다. 비록 개별 식물은 현 행정부의 희망에 따라 자주 변경되지만, 2020년까지 정원은 멜론이 처음 확립한 동일한 배치 방식을 따랐는데, 각 화단에는 일련의 옅은 분홍색 '캐서린' 꽃사과와 리틀리프 피나무가 심겨져 있었고, 낮은 다이아몬드 모양의 백리향 울타리로 둘러싸여 있었다. ('캐서린' 꽃사과는 2019년에 흰색 꽃이 피는 '스프링 스노우' 품종으로 대체되었으나 잘 자라지 못했다.) 또한, 중앙 잔디밭을 향한 화단의 바깥쪽 가장자리는 회양목으로 둘러싸여 있었고, 정원의 네 모퉁이 각각은 목련 × 소울랑기아나로 강조되었다. 특히 멜론은 타이덜 베이신의 강둑을 따라 자라는 표본을 얻었다. 멜론은 백악관 수석 정원사 어빈 윌리엄스에게 나무를 심는 일을 맡겼다. 처음에는 미국 국립공원관리청에 의해 저지당했지만, 윌리엄스는 밤에 몰래 나무들을 베이신에서 백악관으로 옮겨 심었다.
그 이후로 장미는 이 정원의 주요 꽃이 되었는데, 여기에는 수많은 '퀸 엘리자베스' 그란디플로라 장미와 '파스칼리', '팻 닉슨', '킹스 랜섬' 등의 차 장미가 포함된다. 관목 장미인 '네바다'도 조경에 시원한 흰색을 더하는 역할을 했다. 계절 꽃들은 정원에 거의 일년 내내 색상과 다양성을 더하기 위해 추가로 섞여 심어진다. 로즈 가든에 심겨진 봄에 피는 구근 식물로는 수선화, 나르시수스, 프리틸라리아, 포도 히아신스, 튤립, 키오노독사, 스퀼 등이 있다. 여름에 피는 한해살이 식물은 거의 매년 변경된다. 가을에는 국화와 꽃케일이 초겨울까지 색깔을 더한다.

### 2020년 개보수
영부인 멜라니아 트럼프는 2020년 8월 오엠, 반 스웨덴 & 어소시에이츠와 페리 길로에게 정원 개보수를 의뢰했다. 화단에는 흰색과 옅은 분홍색 장미 덤불이 계절성 구근 및 한해살이 식물과 섞여 심어졌는데, 여기에는 교황이 1979년 처음으로 백악관을 방문한 것을 기리기 위한 교황 요한 바오로 2세 장미도 포함되었다. 정원 가장자리에는 미국 장애인법을 준수하는 폭 36 인치 (91 cm)의 새로운 석회암 길이 깔렸다. 케네디 시대에 심어졌던 꽃사과나무는 새로 심은 나무들이 잘 자라지 못해 백악관 부지의 다른 곳으로 옮겨졌다.
많은 관찰자들은 이 개조가 "무균적이고, 밋밋하며, 어떤 즐거움도 없다"고 평했다. 대통령 역사가 마이클 베슐로스는 이 개조가 로즈 가든의 "내장 적출"이며, "수십 년간의 미국 역사가 사라졌다"고 평했다. 그러나 워싱턴 포스트는 이 개조가 "오래 전부터 필요했다"고 밝혔으며, 개조 이전 로즈 가든 조경의 여러 문제점을 지적했다. 여기에는 매년 교체가 필요한 배수가 잘 안 되는 잔디밭, "몇 그루밖에 남지 않을 정도로" 많은 장미 덤불의 고사, 그리고 회양목마름병에 취약한 화단 등이 포함되었다.
백악관 인테리어 디자이너이자 부지 위원회 위원인 타마노운 카날리캄은 이 결정을 "정원의 변화된 환경에 대응하기 위해 전체 팀이" 내린 "집단적" 결정이라고 설명했다. 이는 "장미가 번성하도록 하면서(19그루에서 200그루 이상으로 증가) 콜로네이드의 더 큰 이야기를 정원 디자인으로 가져온다."
이사무 노구치의 추상 조각 플로어 프레임은 로즈 가든의 목련 나무 아래에 전시되어 있다. 2020년 11월 멜라니아 트럼프와 백악관 역사 협회 이사인 스튜어트 매클로린이 공개했다. 이것은 아시아계 미국인 예술가의 작품으로는 처음으로 백악관 공식 소장품에 포함된 것이었다.

### 2025년 개보수
2025년에 도널드 트럼프는 정원의 잔디를 파티오로 교체할 것을 명령했다. 그 해 7월에 다이아몬드 무늬의 석판 타일이 깔렸다.

## 공식 및 비공식 용도

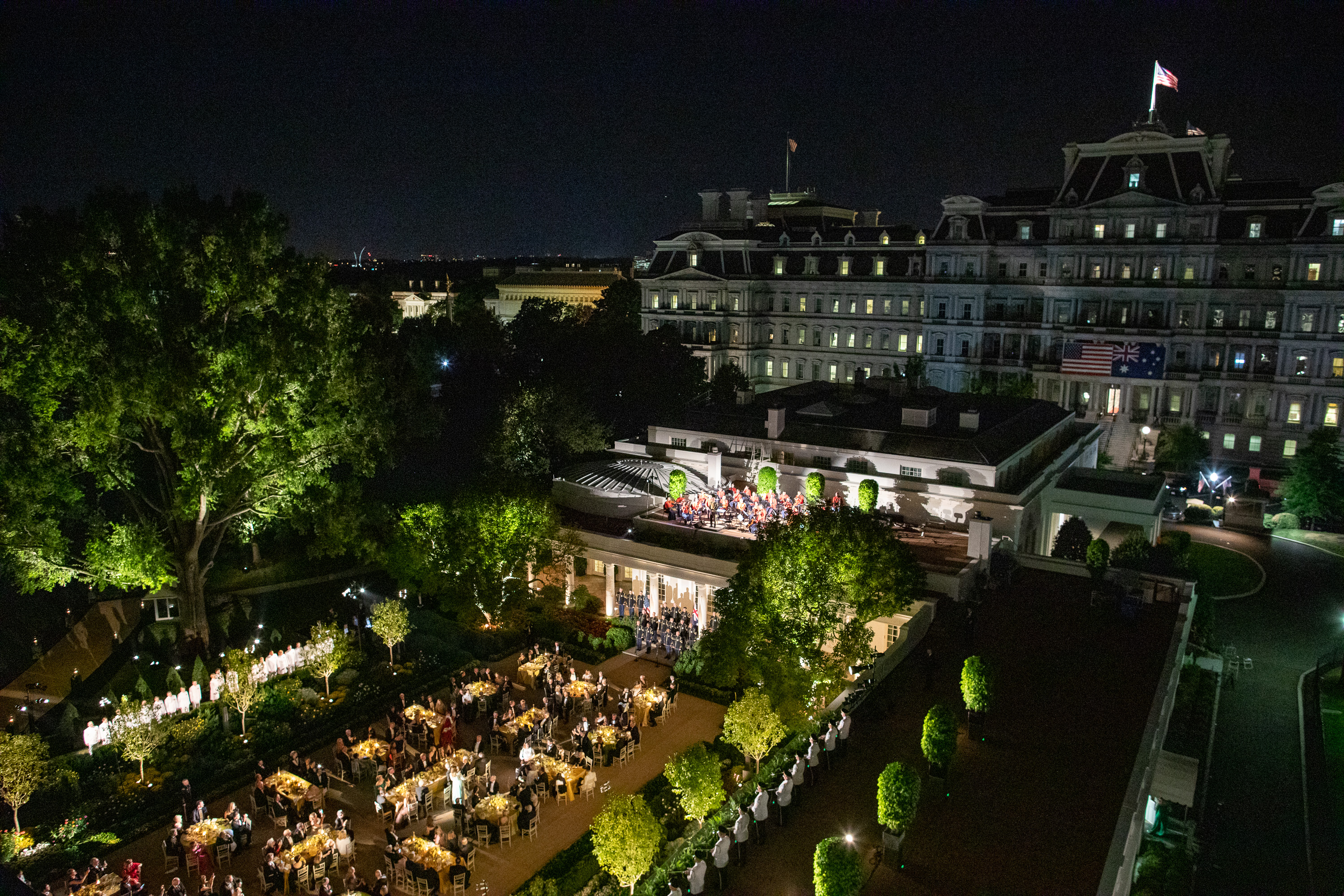
2019년 야간 국빈 만찬을 위해 마련된 로즈 가든

20세기 초 정원이 조성된 이래로 로즈 가든은 행사용으로 사용되었다. 윌슨 대통령은 이곳에서 언론과 비공식적인 질문을 주고받았다. 허버트 후버 대통령은 이곳에서 저명한 시민들을 환영하고 사진을 찍는 전통을 시작했다. 캘빈 쿨리지 대통령은 이 정원에서 정책 및 인사에 대한 공개 발표를 했다. 존 F. 케네디 대통령은 이 정원에서 머큐리 계획 우주비행사들을 환영했다. 많은 대통령 기자회견이 이 정원에서 열리며, 가끔 백악관 만찬과 의식도 열린다. 리처드 닉슨 대통령의 딸 트리샤 닉슨 콕스와 에드워드 F. 콕스의 결혼식은 1971년 로즈 가든에서 열렸다. 최근 몇 년 동안 대통령과 방문하는 국가 원수 간의 공동 기자회견이 로즈 가든에서 개최되었다. 1994년 7월 25일, 이스라엘과 요르단 간의 평화 선언이 로즈 가든에서 서명되었다. 대통령은 종종 해당 스포츠에서 우승한 미국 올림픽 및 메이저 리그 선수들을 로즈 가든에서 환영한다. 조지 W. 부시 대통령은 2006년 스탠리 컵 우승팀인 캐롤라이나 허리케인스를 로즈 가든에서 환영했다. 2020년 8월, 영부인 멜라니아 트럼프는 로즈 가든에서 70명의 관중 앞에서 2020년 공화당 전당대회 둘째 날 연설을 했다. 로즈 가든은 저명한 방문객을 맞이하고 특별 행사 및 공개 성명을 발표하는 데 자주 사용되지만, 사색적인 환경은 종종 대통령에게 매우 개인적이고 사적인 장소이기도 하다.
2020년 9월 26일, 도널드 트럼프 대통령은 로즈 가든에서 최고 워싱턴 관료, 기타 고위 인사, 가족 구성원들을 초청하여 에이미 코니 배럿 대법관 후보 지명식을 가졌다. 행사 후, 트럼프 본인을 포함한 여러 참석자들이 코로나바이러스감염증-19 양성 반응을 보였다.

### 로즈 가든 전략
"로즈 가든 전략"이라는 표현은 전국을 여행하는 대신 백악관 내부 또는 부지에 머무는 것을 의미한다. 예를 들어, 지미 카터의 이란 인질 사태 (1979-1981) 종식을 위한 초기 노력은 로즈 가든 전략이었다. 왜냐하면 그는 대중의 지지를 얻기 위해 여행하는 대신 주로 백악관에서 측근들과 논의했기 때문이다. 4년 전 카터는 제럴드 포드를 같은 이유로 비난하며, 포드 대통령이 백악관 활동을 통해 무료 홍보를 얻고 있는 반면, 도전자인 카터는 언론 보도를 위해 애써야 했다고 말했다.

## 더 읽어보기
- Abbott, James A.; Rice, Elaine M. (1998). 《Designing Camelot: The Kennedy White House Restoration》. Van Nostrand Reinhold. ISBN 0-442-02532-7..
- Clinton, Hillary Rodham (2000). 《An Invitation to the White House: At Home with History》. Simon & Schuster. ISBN 0-684-85799-5.
- Garrett, Wendell (1995). 《Our Changing White House》. 노스이스턴 대학교 출판부. ISBN 1-55553-222-5.
- McEwan, Barbara (1992). 《White House Landscapes》. Walker and Company. ISBN 0-8027-1192-8.
- Mellon, Rachel Lambert (1973). 《The White House Gardens Concepts and Design of the Rose Garden》. Great American Editions Ltd.
- Seale, William (1986). 《The President's House》. White House Historical Association and the National Geographic Society. ISBN 0-912308-28-1..
- Seale, William (1996). 《The White House Garden》. White House Historical Association and the National Geographic Society. ISBN 0-912308-69-9.
- 《The White House: An Historic Guide》. 백악관 역사 협회 and the 내셔널 지오그래픽 협회. 2001. ISBN 0-912308-79-6.